# Devetina
Devetina su naseljeno mjesto u sastavu Grada Laktaši, Republika Srpska, BiH.

## Stanovništvo
| Devetina           |              |
| godina popisa      | 1991.        |
| Srbi               | 297 (62,00%) |
| Hrvati             | 18 (3,76%)   |
| Muslimani          | 0            |
| Jugoslaveni        | 11 (2,30%)   |
| ostali i nepoznato | 152 (31,94%) |
| ukupno             | 479          |